# Raimoana Bennett
Raimoana Bennett (* 15. Februar 1981 in Pūeu, Tahiti) ist ein ehemaliger tahitianischer Fußballspieler, der als Stürmer von 2001 bis 2014 für den AS Pirae spielte. Von 2002 bis 2007 gehörte er der Nationalmannschaft von Tahiti an.